# Vlag van Nieuwe Pekela

Vlag van Nieuwe Pekela
(1962-1990)

De vlag van Nieuwe Pekela werd op 21 juni 1962 door de gemeenteraad van Nieuwe Pekela vastgesteld als gemeentevlag.
In 1990 verviel de vlag toen Nieuwe Pekela werd samengevoegd met Oude Pekela tot de gemeente Pekela.

## Beschrijving en verklaring
De vlag wordt volgens het raadsbesluit omschreven als:
Driehoekig van wit, geboord langs twee zijden met een spits toelopende rand van rood, welke zich langs de broek in hoogte verhouden als 1:2:1, en in het rood verrijkt met een witte klok.
De klok is ontleend aan het gemeentewapen, maar spreekt als het ware de naam Clock uit. Feicko Allens Clock was de eerste grote vervener van hetb gebied waar nu Nieuwe en Oude Pekela liggen. Onder zijn leiding legde in 1599 een kleine groep Friezen de grondslag voor de kolonie. Feicko Allens Clock kocht grote stukken woeste veengrond en maakte her riviertje de Pekel A bevaarbaar.
Deze vlag werd in 1962 ontworpen door Klaes Sierksma, die teruggreep op de vlag die historisch werd gevoerd door het zeemanscollege "Voorzorg", dat waarschijnlijk is voortgekomen uit oude gilden, en is gedocumenteerd in onder andere Steenbergens vlaggenboek uit ca. 1870, zonder klok. Door toevoeging van de klok is de scheepsvlag tot gemeentevlag geworden. Dat de kleuren van de vlag overeenkomen met die in het gemeentewapen lijkt min of meer toevallig. Dit is een van de weinige vlaggen met een andere vorm dan rechthoekig of vierkant die door Nederlandse gemeenten zijn gevoerd.

## Verwante afbeeldingen

Het wapen van Nieuwe Pekela